# ورزشگاه یانکی (۱۹۲۳)

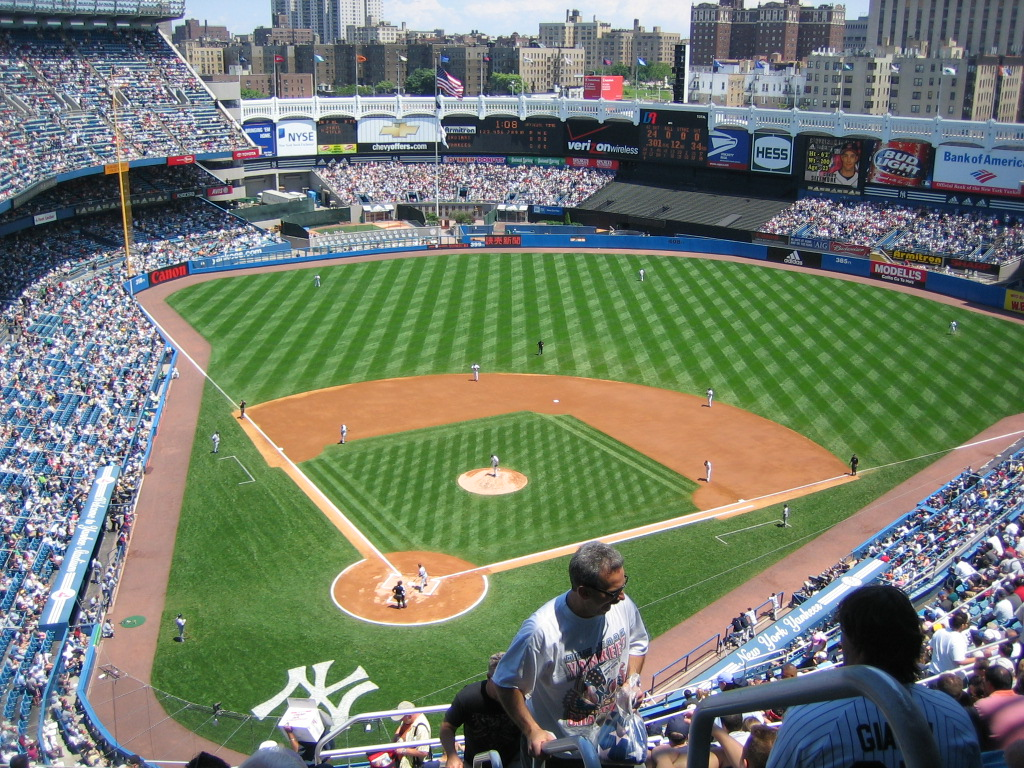
ورزشگاه نیویورک یانکی.

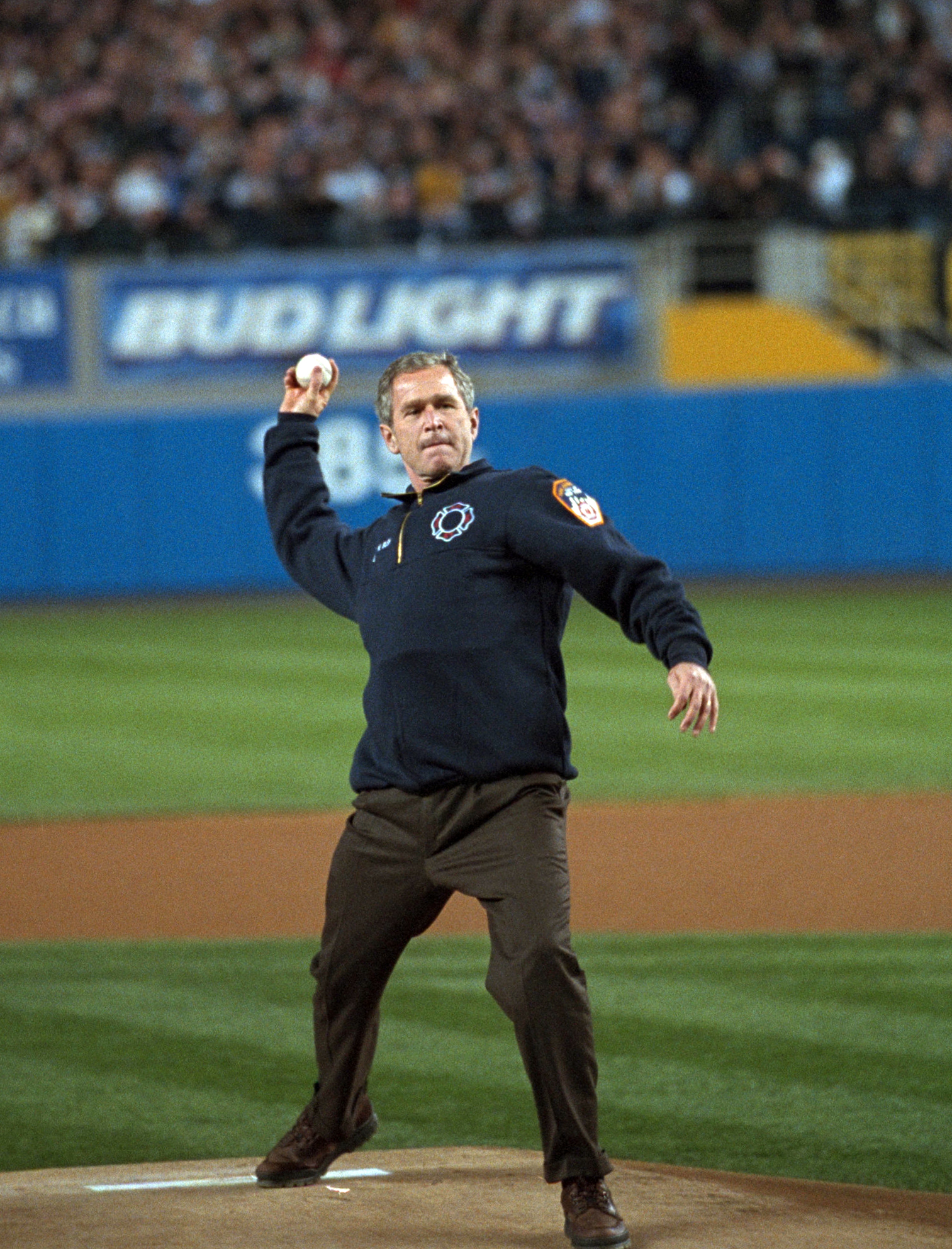
جرج بوش، رئیس جمهور آمریکا درحال پرتاب اولین توپ در ورزشگاه یانکی - نتیجه مسابقه ۲ یه یک به نفع تیم یانکی در سومین مسابقه سری جهانی در سال ۲۰۰۱ میلادی شد.

ورزشگاه یَنکی (در انگلیسی: Yankee Stadium) نام یک ورزشگاه مشهور بیسبال در شهر نیویورک و خانه تیم بیسبال نیویورک ینکیز در لیگ برتر بیسبال بود. ورزشگاه ینکی در شرق خیابان ۱۶۱م و در تقاطع خیابان ریور در محله برانکس شهر نیویورک واقع شده‌است. ورزشگاه ینکی یکی از مشهورترین استادیوم‌های ورزشی در جهان است که بیشتر بخاطر موفقیت‌های افسانه‌ای تیم نیویورک ینکیز در قهرمانی‌های متعدد در لیگ سراسری بیسبال به شهرت رسیده است. نام مستعار ورزشگاه ینکی، «خانه‌ای که روت ساخت» است و اشاره‌ای است به بیبی روت، بازیگر افسانه‌ای تیم بیسیال نیویورک یَنکیز که نقطه اوج وی هم‌زمان شد با پیروزی‌های مکرر تیم نیویورک ینکیز در تاریخ بیسیال آمریکا.
طرفداران تیم بیسبال نیویورک ینکیز از ورزشگاه ینکی، تنها با نام «ورزشگاه» یاد می‌کنند.
این ورزشگاه در سال ۲۰۰۹ بازنشسته شد و جای خود را به ورزشگاهی جدید با همین نام داد.

## نگارخانه

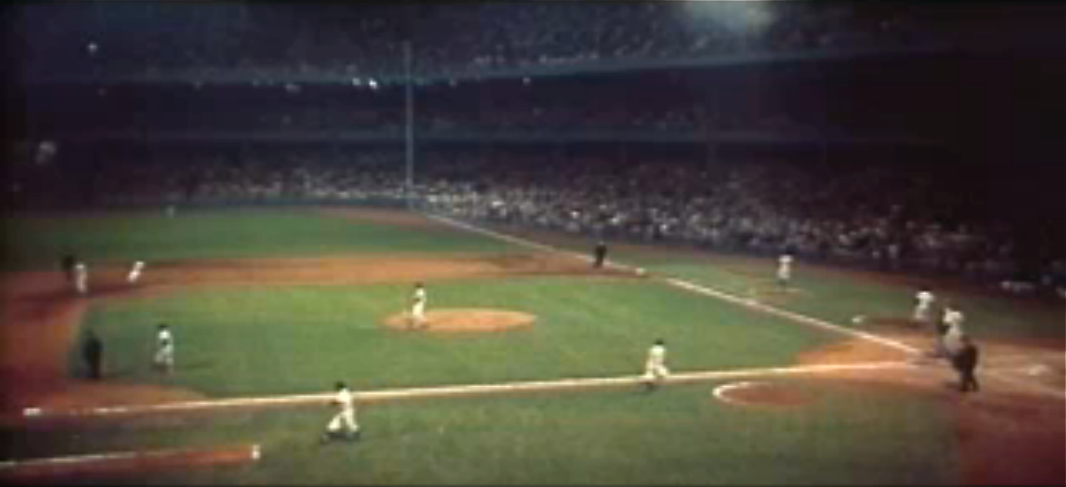
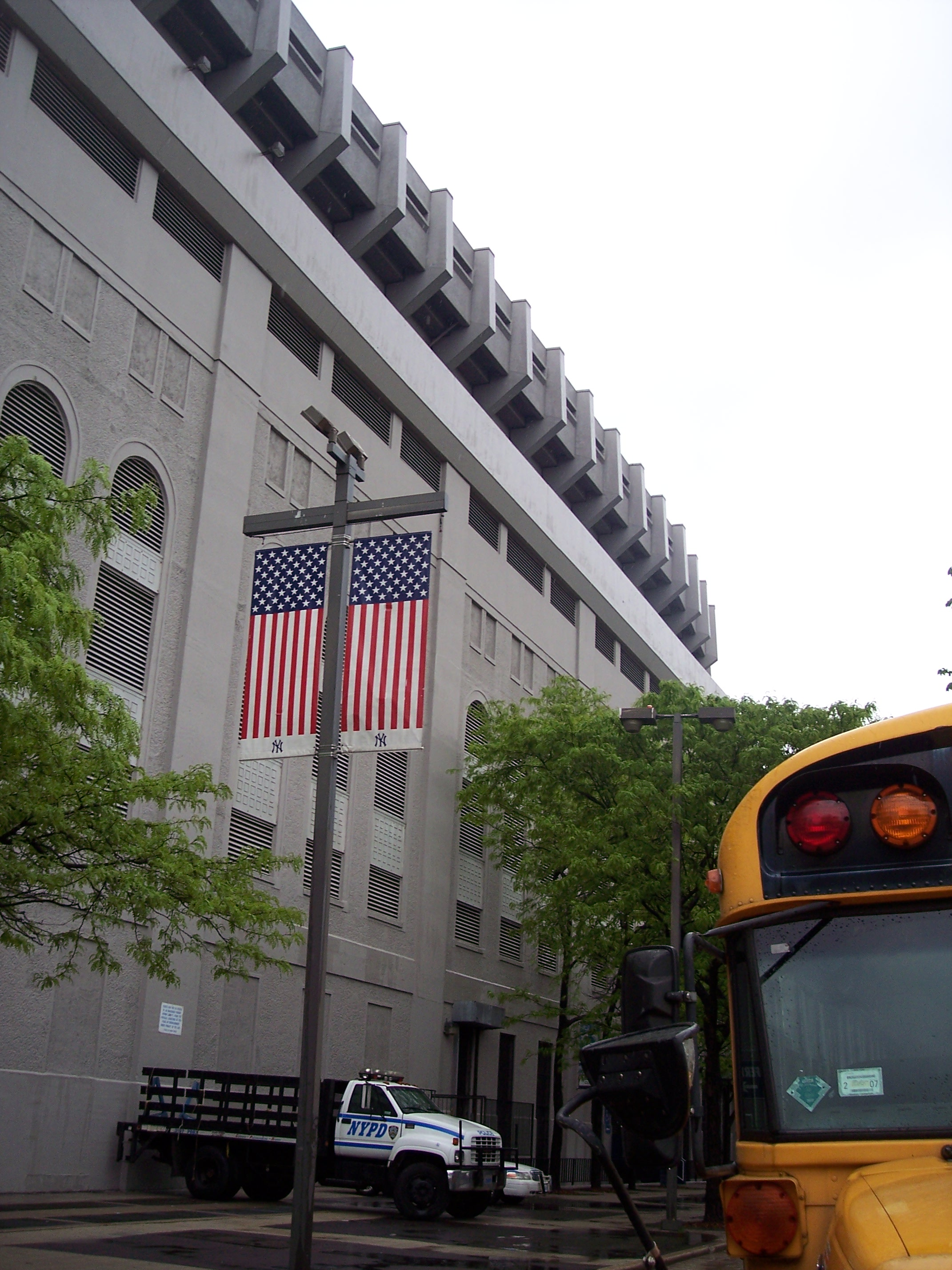
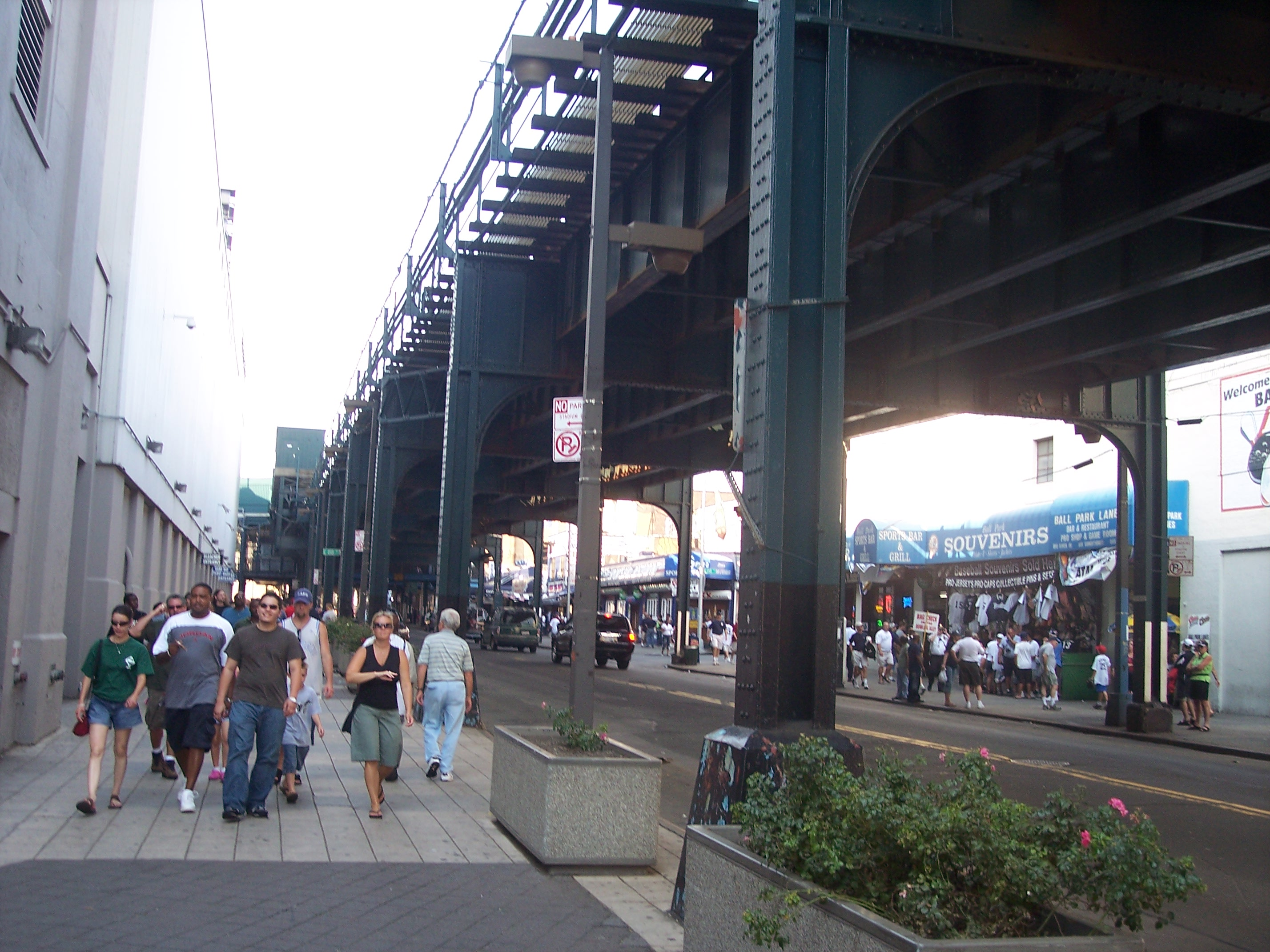
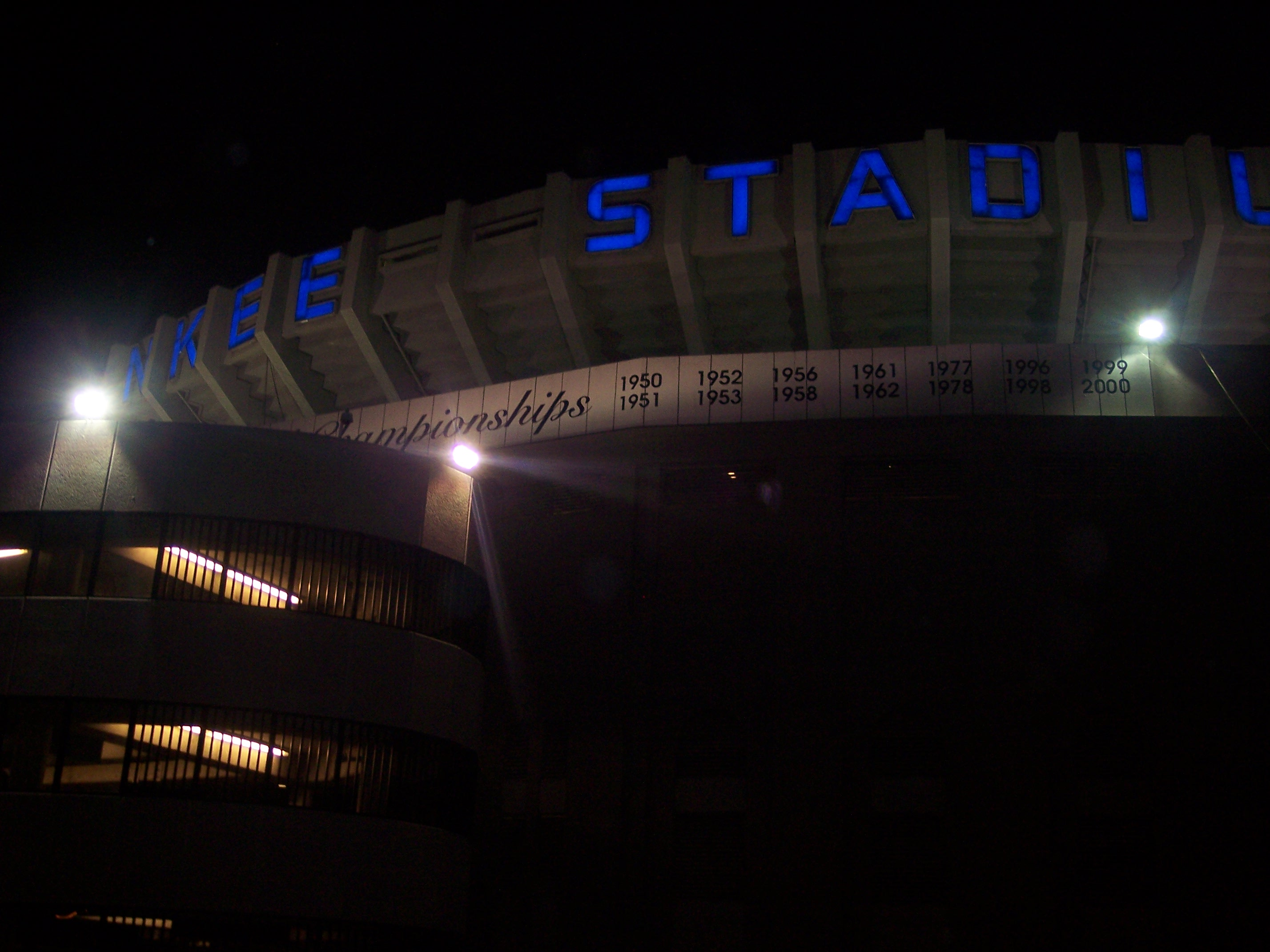
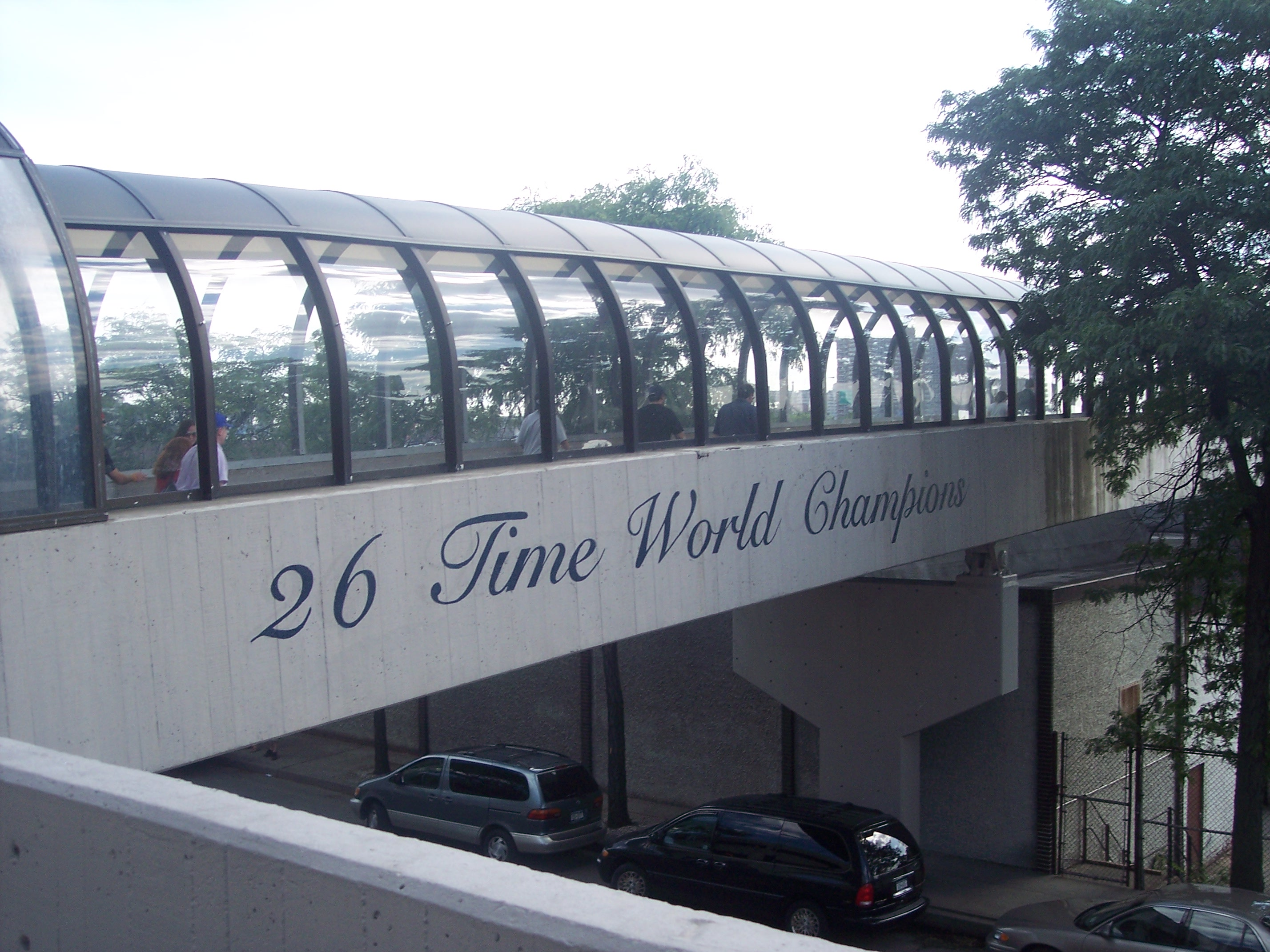
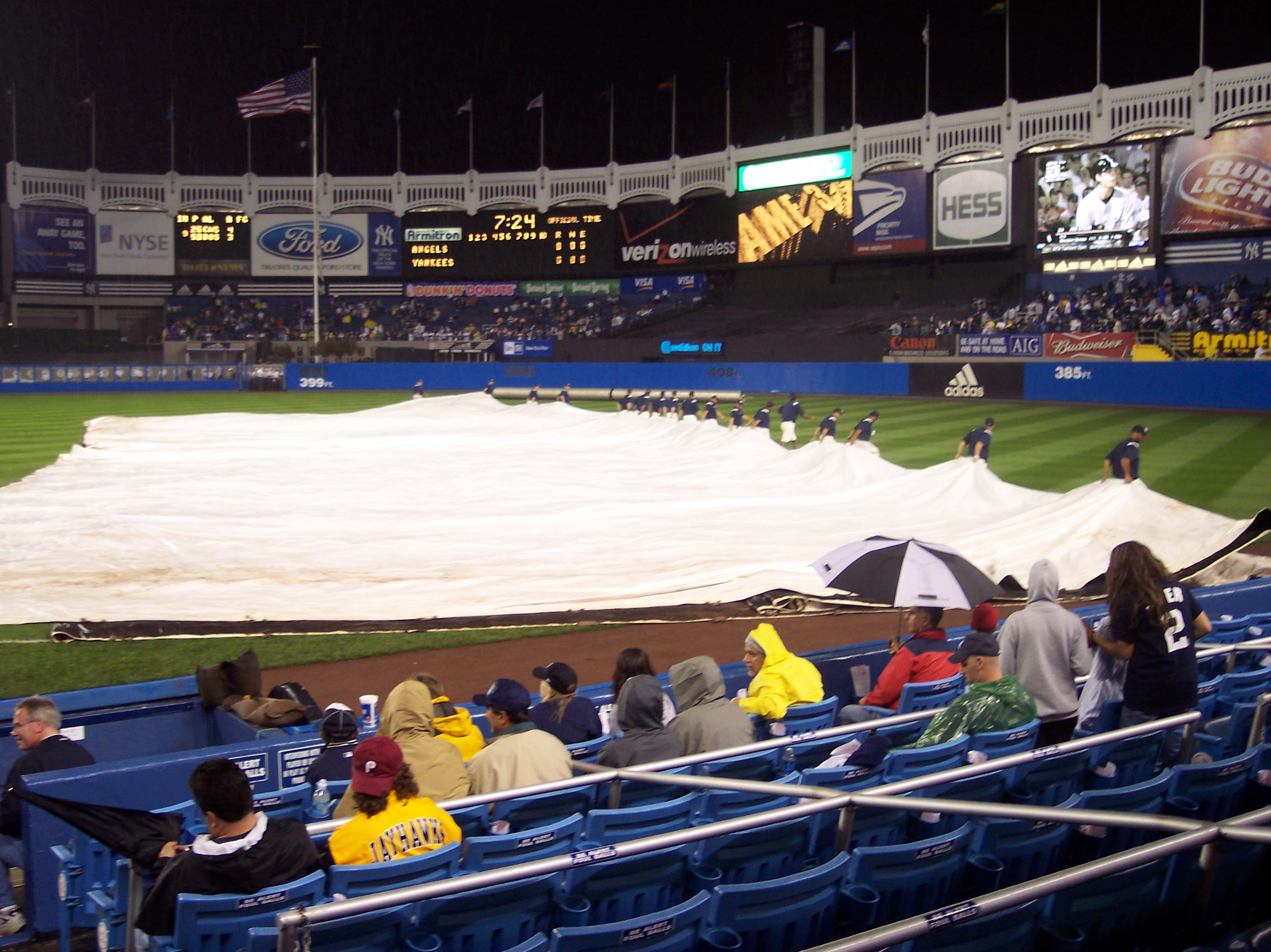
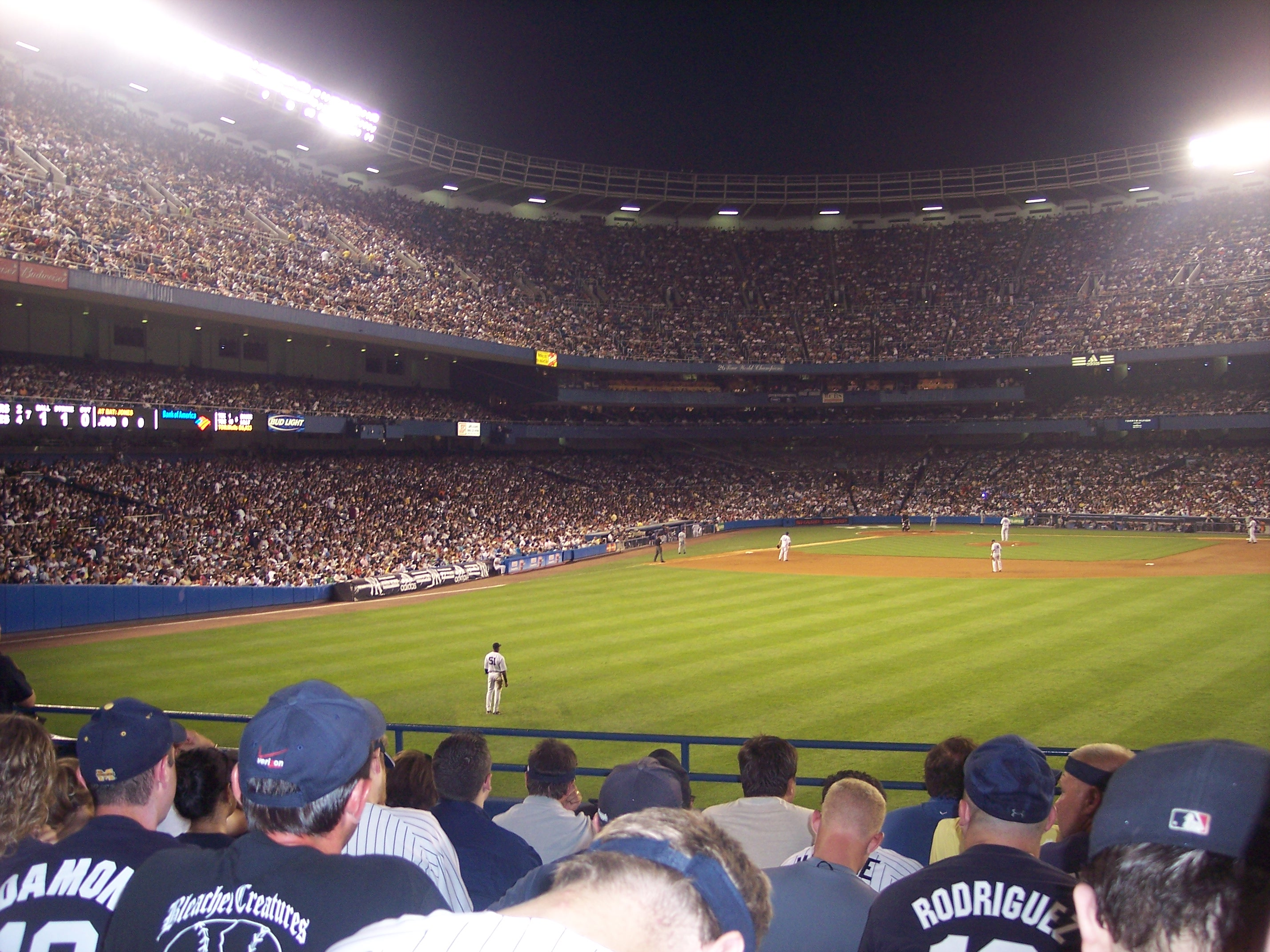
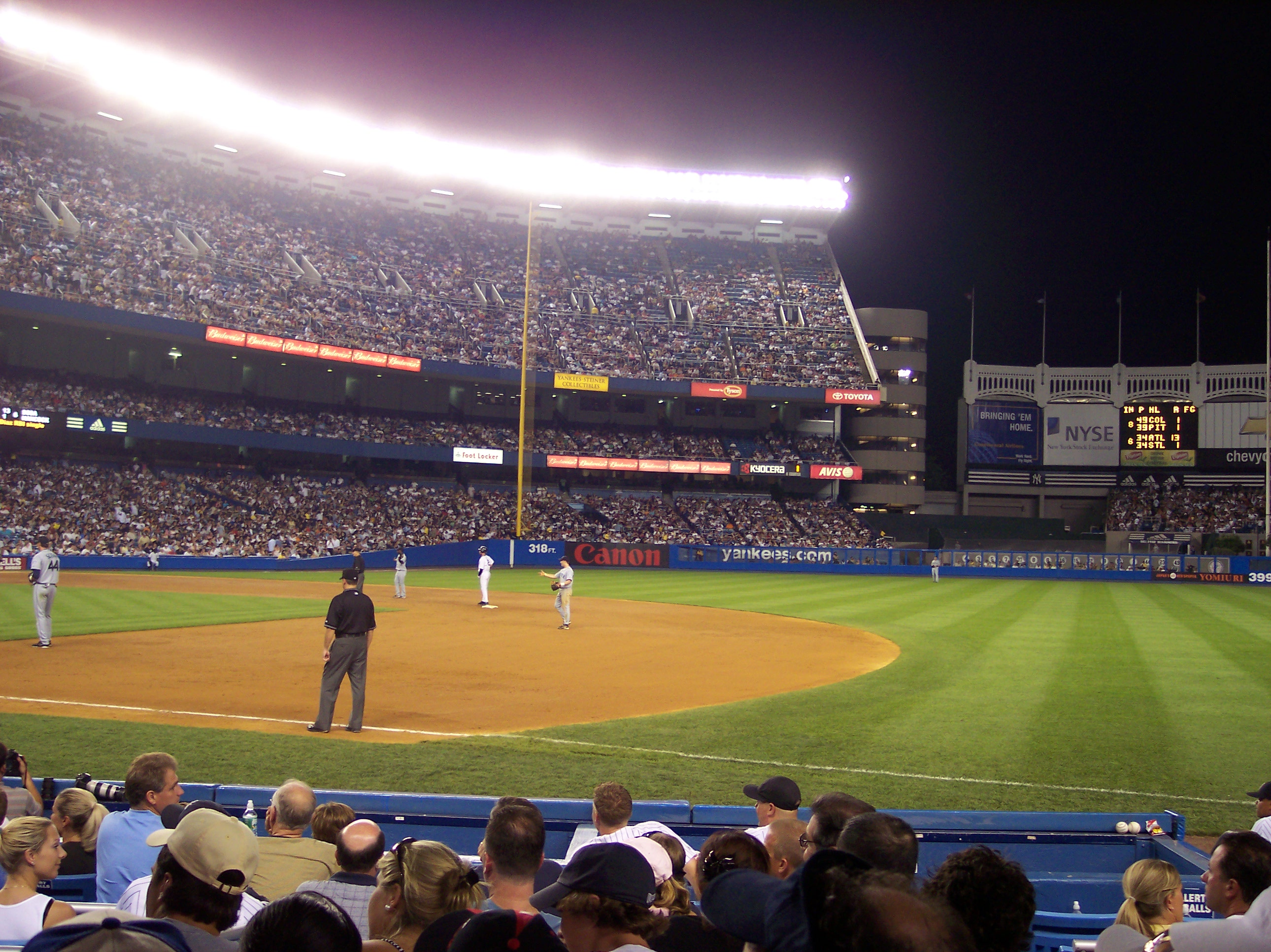
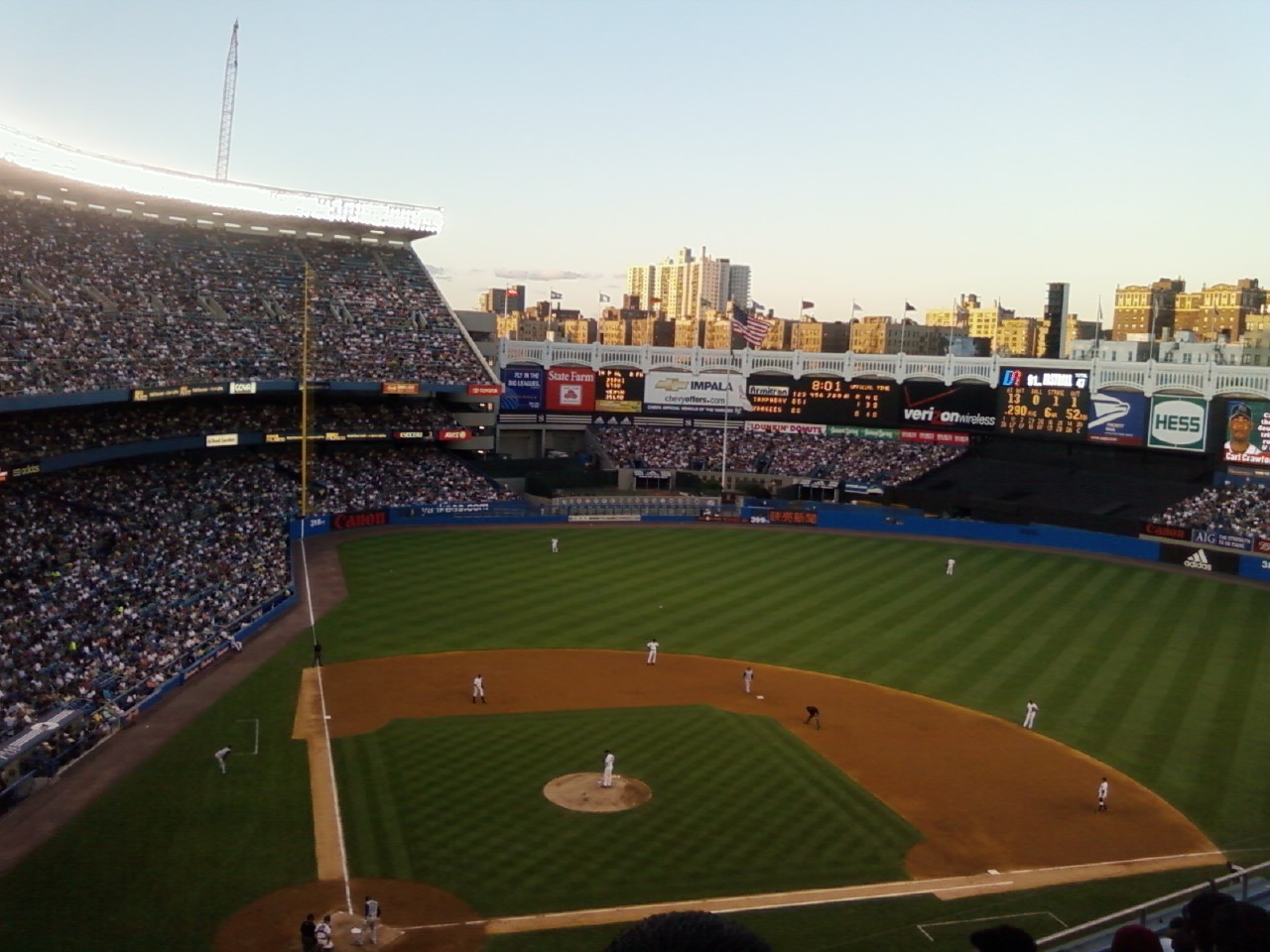
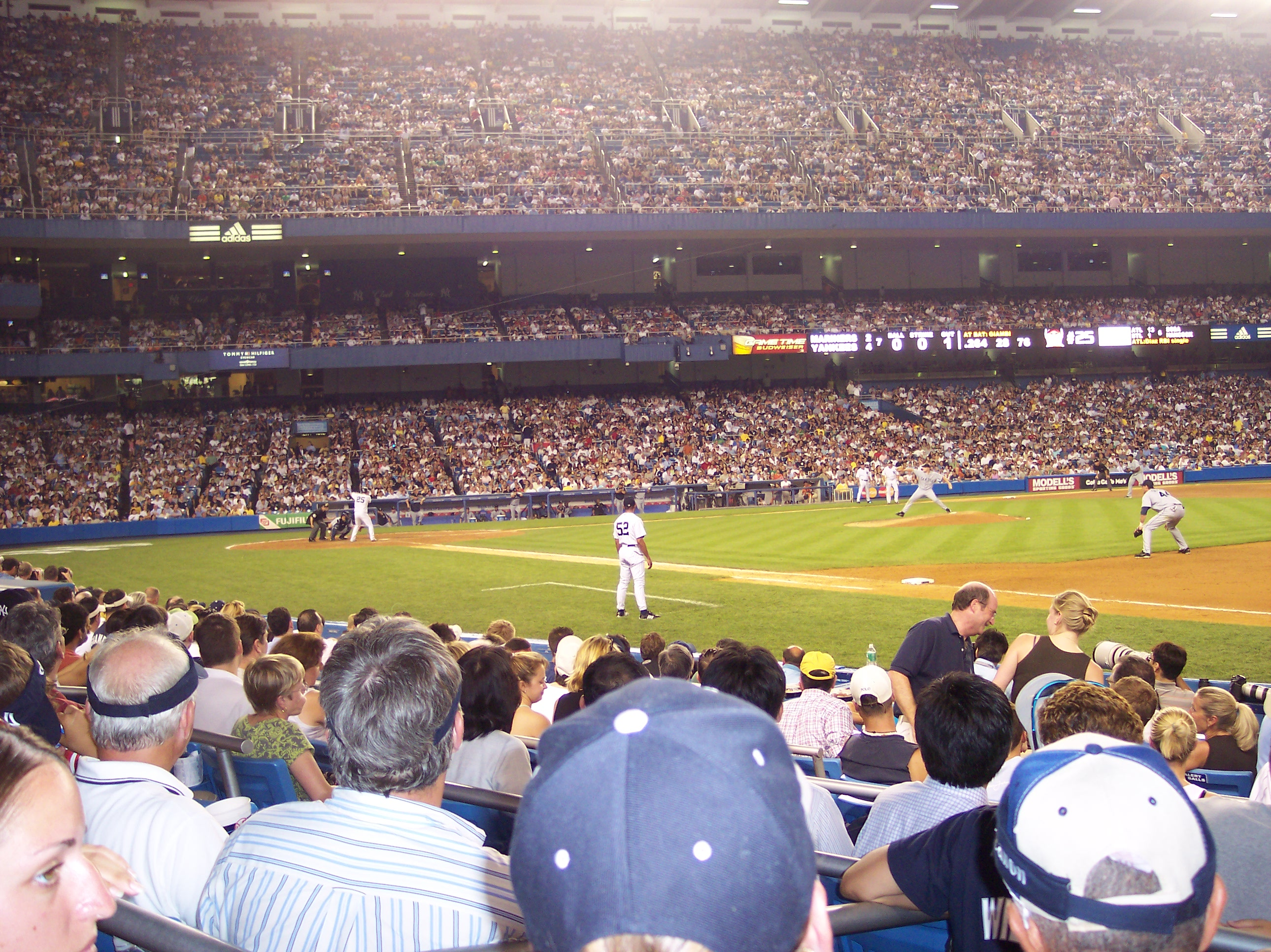
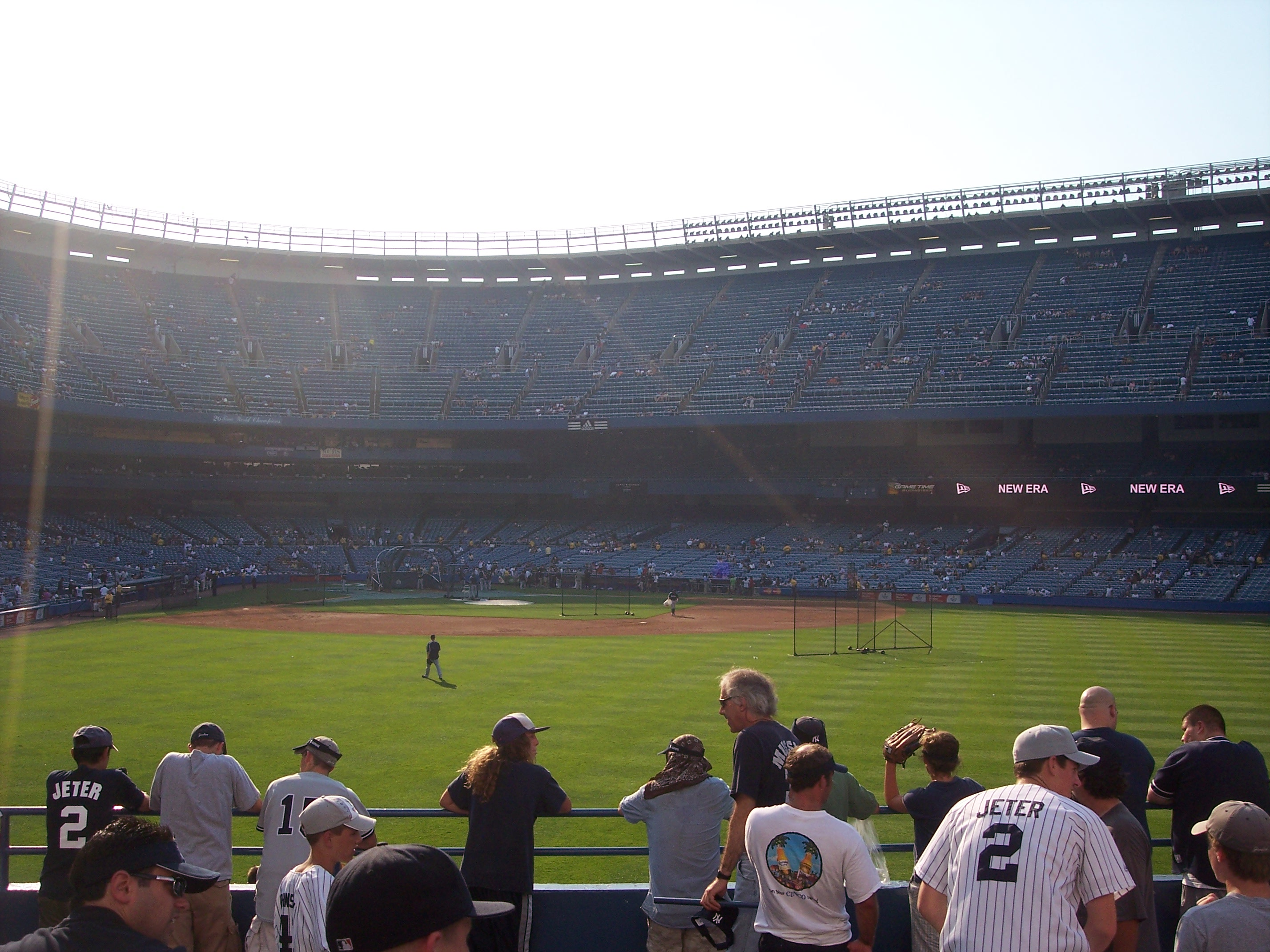
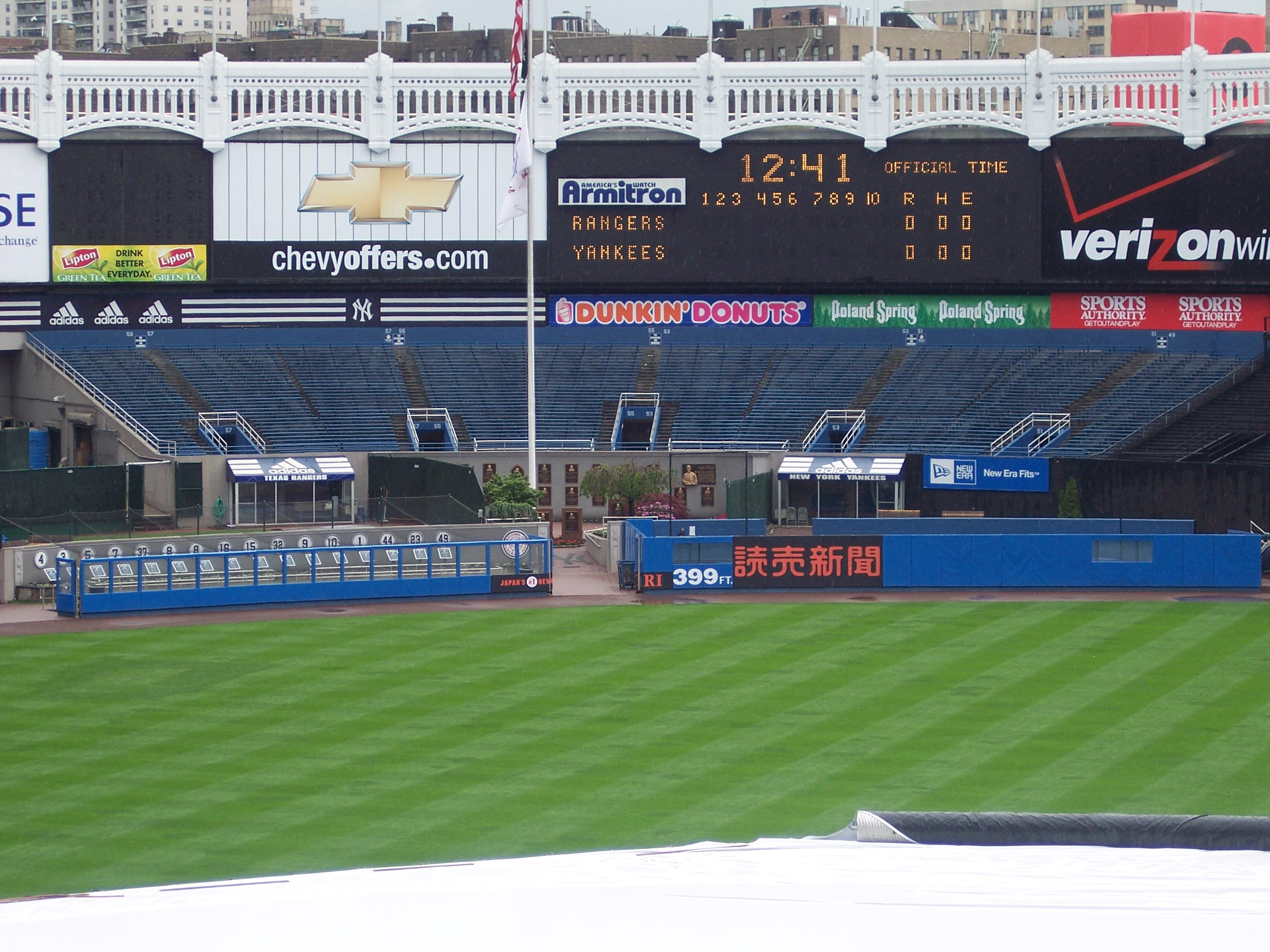
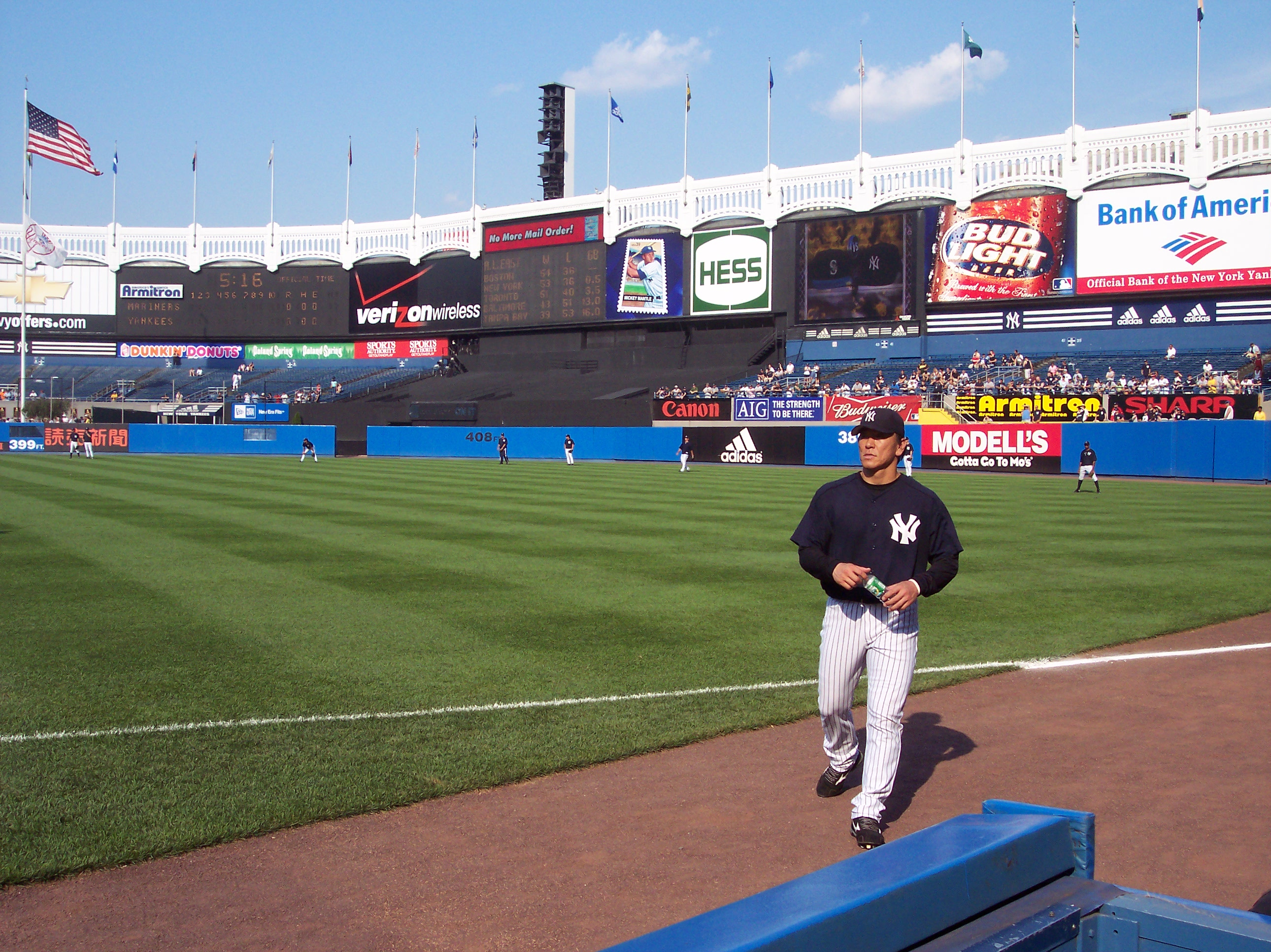
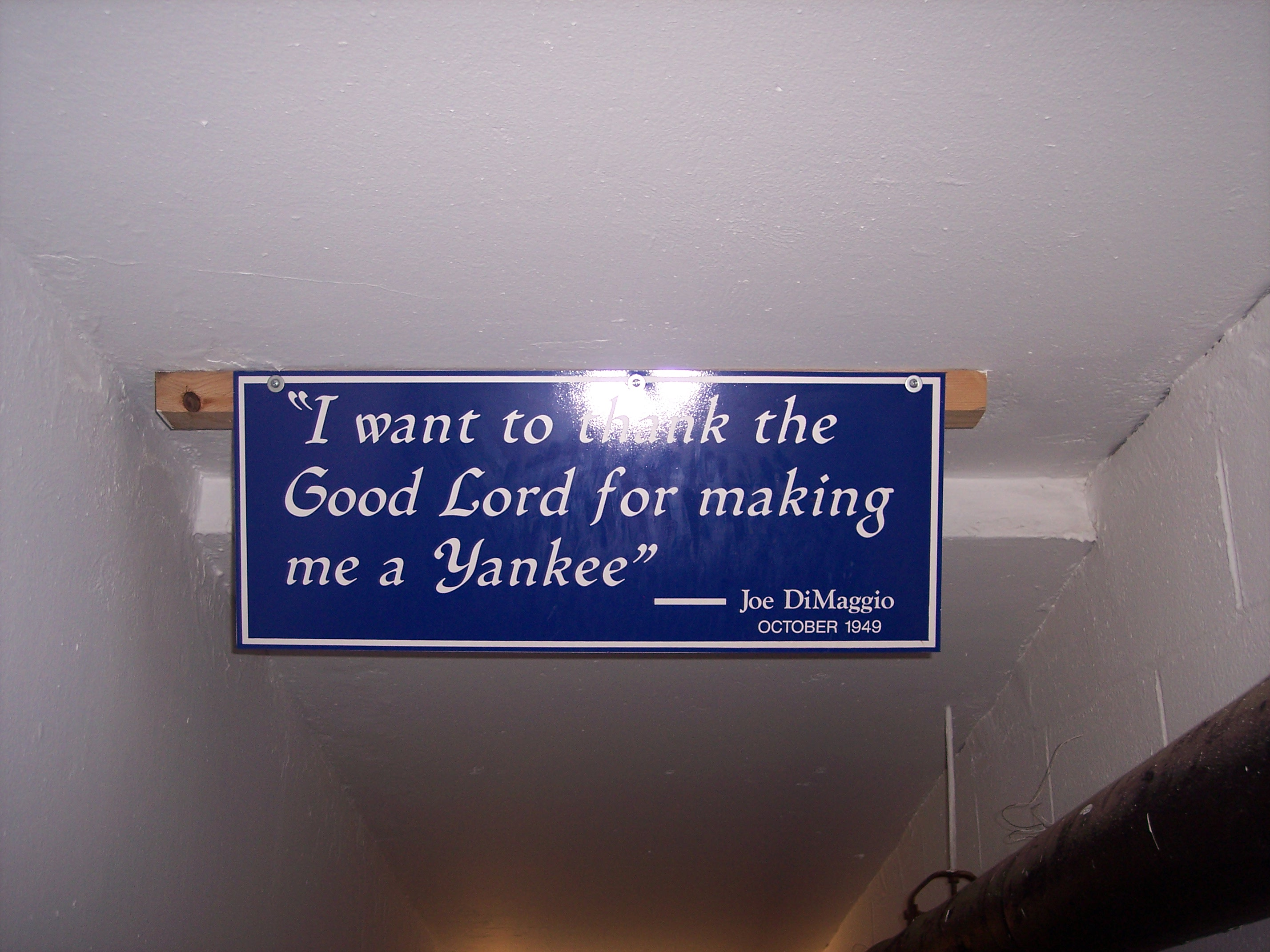
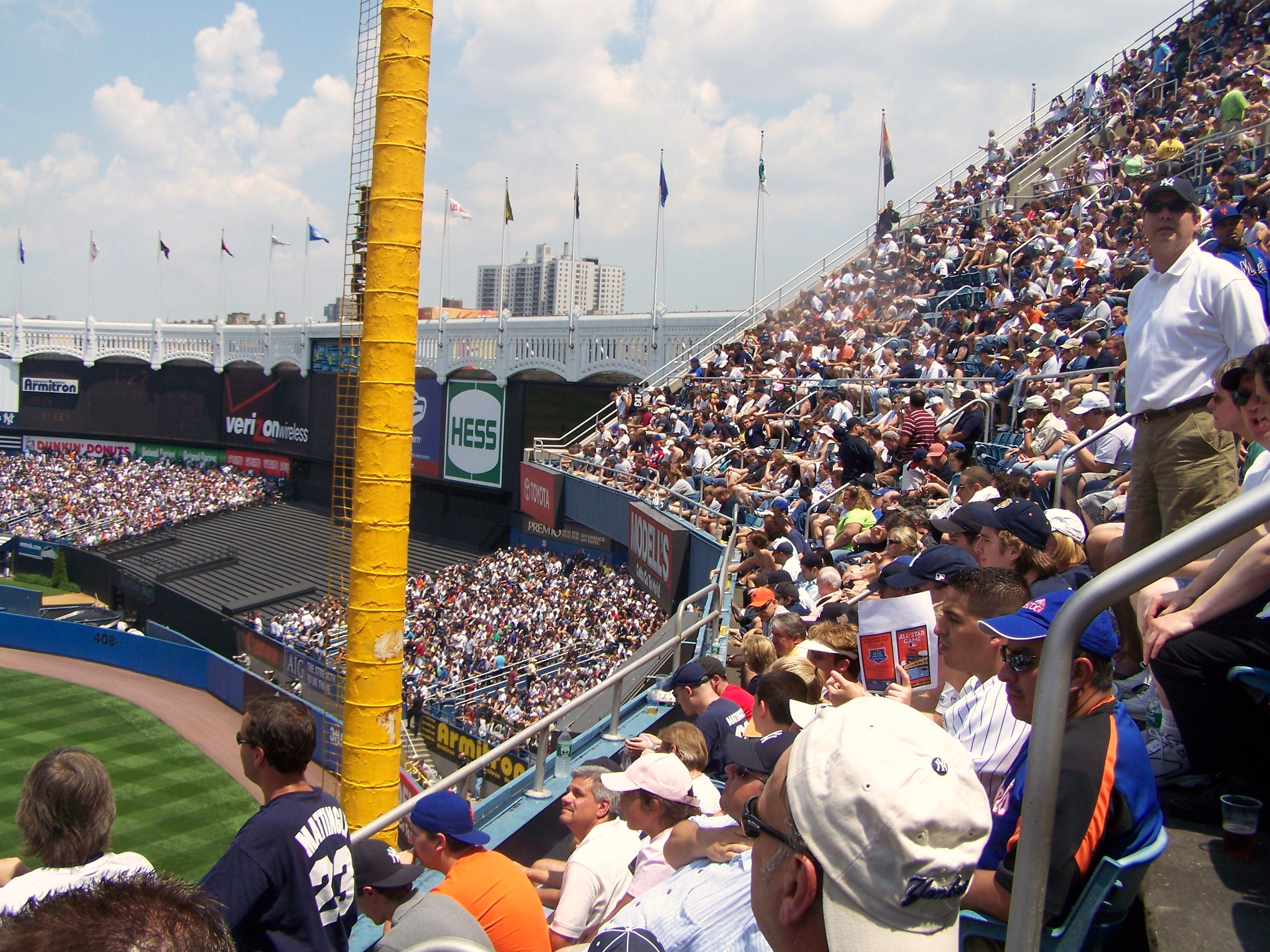
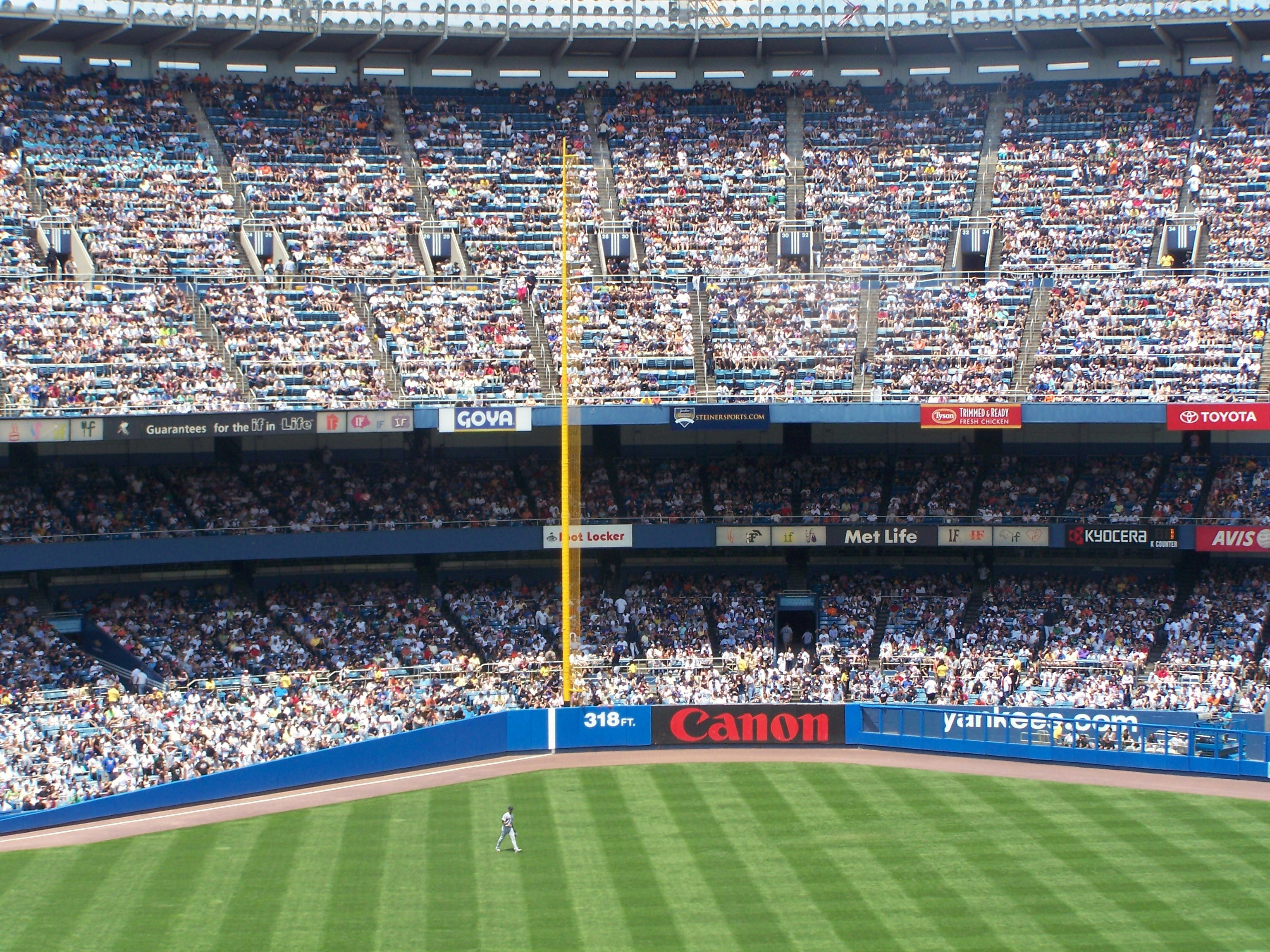